# Везуча (фільм, 1987)
«Везуча» (рос. «Везучая») — радянський художній фільм 1987 року.

## Сюжет
Відома легкоатлетка Тетяна Большакова, вигравши чемпіонат з бігу, оголошує своїй команді і тренеру, що вагітна від чоловіка, з яким познайомилася на півдні у відпустці. Борис виявився людиною замкнутою і похмурою, і у них не вийшло залишитися разом, але Тетяна вірить, що рано чи пізно він до неї приїде.
Вона починає обживати квартиру, в якій, постійно беручи участь в змаганнях, ніколи не жила, і знайомиться з бабусею, що живе по сусідству. Незабаром Тетяна народжує хлопчиків-близнюків і намагається і самотужки з дітьми впоратися, і відновити колишню спортивну форму. З дітьми їй починає допомагати сусідка Галина Тимофіївна, а потім приїжджає і мама. Однак бабуся близнюків настільки ж невміло поводиться з новонародженими, як і їхня мати.
У спробах почати нове життя минає час, коли до Тетяни повертається Борис…

## У ролях
- Олена Майорова —  Тетяна Большакова, спортсменка
- Сергій Газаров —  Борис
- Галина Скоробогатова —  Галина Тимофіївна, сусідка Тані
- Валерій Баринов —  Григорій Петрович, тренер
- Людмила Давидова —  мама Тані
- Ольга Лебедєва —  подруга Тані
- Антон Табаков —  сусід Бориса
- Ірина Ладигіна —  мама Бориса

## Знімальна група
- Режисер — Олег Шухер
- Сценаристка — Ганна Слуцькі
- Оператор — Олександр Рябов
- Композитор — В'ячеслав Ганелін
- Художник — Валентин Поляков